# Torre Bormida
Torre Bormida ist eine Gemeinde in der italienischen Provinz Cuneo (CN), Region Piemont.

## Lage und Einwohner
Torre Bormida liegt rund 70 km nordöstlich von der Provinzhauptstadt Cuneo entfernt in der Region Langhe auf einer Höhe von 391 m über dem Meeresspiegel. Das Gemeindegebiet umfasst eine Fläche von 7,18 km² und hat 182 Einwohner (Stand 31. Dezember 2023). Die Nachbargemeinden sind Bergolo, Bosia, Cortemilia, Cravanzana, Feisoglio und Levice.

## Geschichte
Der Ortsname erscheint in Dokumenten aus dem Jahr 1209 mit „Turre de Burmia“, der auf das Vorhandensein eines Turms an dem Ort anspielt und auf den Fluss Bormida bezieht, der durch das Gebiet fließt. Sicherlich stellen die charakteristischen terrassierten Anbauflächen an den Hängen mit der Rückgewinnung von Landstreifen, die von Trockenmauern getragen werden, nicht nur ein kulturell-ökologisches Merkmal dar, sondern auch ein Zeugnis einer antiken Präsenz. Im Mittelalter war es Lehen verschiedener Familien. Aleramici, Bonifacio del Vasto, Del Carretto, Gemeinde Asti, Fresia di Monesiglio, Vasco della Bastia. Aus historisch-architektonischer Sicht interessant ist die Pfarrkirche Mariä Himmelfahrt. Ein alter Sakralbau, der in Dokumenten aus den letzten zwanzig Jahren des 16. Jahrhunderts stammt. Die Fassade hat zwei Ordnungen und ist im unteren Teil mit vier Pilastern und im oberen Teil mit zwei Pilastern gekennzeichnet. Sie weist leicht barocke Linien auf. In der Nische, die sich im oberen Register öffnet, befindet sich eine Statue der Jungfrau Maria Himmelfahrt, der Schutzpatronin der Gemeinde.

## Kulinarische Spezialitäten
In Torre Bormida werden Reben für den Dolcetto d’Alba, einen Rotwein mit DOC Status angebaut. Die Beeren der Rebsorten Spätburgunder und/oder Chardonnay dürfen zum Schaumwein Alta Langa verarbeitet werden.